# Colomar de Venturer
Colomar de Venturer és un colomar enrunat de Llançà (Alt Empordà) inclòs a l'Inventari del Patrimoni Arquitectònic de Catalunya.

## Descripció
És al sud-oest del nucli urbà de la població de Llançà, a l'indret de les Vinyes d'en Tanasi, al paratge del Venturer.
Es tracta d'un antic colomar enrunat construït damunt de la roca natural, en un punt amb fort desnivell, amb una part anivellada artificialment. És un edifici de planta rectangular, d'uns vuit metres de llargada per tres d'amplada aproximada, amb un gruix d'uns seixanta centímetres. Estan bastits amb lloses de pissarra lligades amb fang, tot i que els paraments originals eren arrebossats. La part més destruïda correspon a l'extrem on hi havia la porta. La façana sud-est, amb una alçada aproximada d'uns tres metres, presenta una petita finestra rectangular i diversos forats de bastida per aixecar la construcció. A l'interior s'hi poden identificar diverses filades d'encaixos quadrangulars, de mida no gaire gran tot i que poc homogenis, per fer-hi niar els coloms. Sembla que la coberta, actualment desapareguda, era protegida amb ímbrex o teula àrab.

## Història
En època medieval els coloms eren molt apreciats tant pel consum com per a sistema de comunicació i per tant, la cria i cacera de coloms va ser important per la vida de les poblacions de l'edat mitjana i n'han quedat testimonis a la toponímia, la documentació i diferents restes arquitectòniques.
Els coloms es podien criar en punts enlairats de les cases urbanes, però en el món rural va ser molt corrent construir edificacions específiques, sovint aïllades.
Si bé el colomar descrit no es pot documentar històricament, a Catalunya es tenen notícies de l'existència de colomers des del segle ix, tenint una forta implantació durant els segles medievals. En un text de 1093 s'esmenta l'existència de colomars a l'Empordà, a la rodalia de Cistella. Els colomars rurals aïllats començaren a desaparèixer de molts llocs a partir del segle xvi a causa de les transformacions agràries. La seva importància econòmica s'evidencia per les disposicions generals del rei de les corts que es dictaren del segle xiii al XV contra els lladres de colomars, per regular la cacera del colom amb paranys, el seu comerç, etc. També hi ha notícia de les palomeres: instal·lacions i llocs de parada per capturar volades de coloms. Així, en aquest territori del monestir de Sant Pere de Rodes són esmentades unes palomeres de l'any 974. S'ha conservat, en aquest lloc, el topònim de les Palomeres, en un coll abrupte de la Serra de Rodes, entre el cim del castell de Sant Salvador de Verdera (la Monegra) i l'alta carena del Pla d'Està i Querlabs, en el límit actual entre els termes de la Selva de Mar i Palau-saverdera.
Els propietaris d'aquests colomars podien ser des dels senyors feudals i els monestirs fins als propis pagesos.